# Kusi Obodum
Kusi Obodum, parfois orthographié Obodom, est le troisième Asantehene de l'Empire Ashanti et règne entre 1750 à 1764. Il est élu comme successeur d'Opoku Ware I par opposition au candidat suggéré par Opoku Ware I. Le règne d'Obodum débute par une guerre civile en réponse à son élection jusqu'à ce que la stabilité s'ensuive en 1751.
En matière de politique intérieure, Kusi Obodum institue des réformes juridiques telles que la restauration des pleins pouvoirs constitutionnels des chefs qui sont limités par son prédécesseur. En politique étrangère, l'Asantehene cherche à soumettre la coalition composée d'États tributaires rebelles et d'autres groupes qui mettent fin à la domination des Ashantis sur la Côte de l'Or. À la fin de son règne, l'alliance s'est désintégrée et l'empire recouvre son influence. En 1764, le Dahomey et l'empire d'Oyo soutiennent les États Akyem ainsi que d'autres États sujets rebelles. La poursuite des rebelles par Kusi Obodum mène à une confrontation avec le Dahomey et Oyo à travers lequel l'armée Ashanti est vaincue à la bataille d'Atakpamé. L'impopularité croissante de Kusi Obodum, ainsi que sa santé défaillante, conduisent à sa destitution en 1764 et à l'élection d'Osei Kwadwo comme Asantehene.

## Biographie

### Jeunesse et accession au trône
Kusi Obodum est un descendant du clan Oyoko. Il est le petit-neveu d'Osei Tutu I, qui est roi d'Ashanti en 1701. La mère de Kusi Obodum, Nkaatia Ntim Abamo, est la deuxième Asantehemaa. Elle est la fille de la soeur utérine d'Osei Tutu. Selon la règle d'alternance dynastique entre les maisons d'Osei Tutu et d'Opoku Ware, Kusi Obodum n'est pas un héritier légitime et son intronisation est une transgression à cette règle prévue dans la constitution. Kusi Obodum devient Asantehene après un débat - et parfois des violences - autour du trône d'or.
En 1717, lors du décès d'Osei Tutu, il fait partie des candidats à la succession de par son lignage. Cependant, Okomfo Anokye l'aurait écarté en considérant qu'Opoku Ware I, pourtant plus jeune que lui, représente mieux les valeurs de l'Asantehene. Durant son règne, Opoku Ware I nomme un un successeur et le versions varient. Selon Fynn, il s'agit d'un Danko et les faiseurs de rois et l'Asantehemaa ignorent sa volonté et élisent Kusi Obodum à la place, ce qui plonge l'Empire dans des conflits internes. Selon Gérard Pescheux qui analyse l'ensemble des recherches et tradition, il semblerait que la nomination de Kusi Obodum soit conforme à une promesse plus ancienne. En effet, lors de la nomination d'Opoku Ware, il est envisageable qu'un accord soit passé avec Kusi Obodum qui était également candidat. La succession correspondrait dès lors à une nomination prévue par Osei Tutu. Ce qui est certain, c'est que la mort d'Opoku Ware plonge l'empire dans un conflit de succession durant lequel les partisans ont divers arguments à avancer. 
Face à Kusi Obodum se dressent deux candidats nommés Dako et qui revendiquent un droit de succession prioritaire pour trois raisons : ils appartiennent en ligne matrilinéaire au clan Oyoko, ils sont petits-fils d'Obiri Yeboa et donc du ntoro Bosommuru, ils ont servi Osei Tutu et Opoku Ware en tant que garant de leurs intérêts. Les partisans de Kusi Obodum voient en sa candidature un argument supplémentaire relatif aux derniers troubles du règnes d'Opoku Ware. En effet, son règne s'achève sur une réforme visant à réduire le pouvoir des chefs et, afin de réduire les risques de sécession.
Alors que les discussions sont en cours, les Dako tentent d'usurper le trône d'or. Ils persuadent l'Akwamuhene et l'Asafohene de faire déplacer le trône dans leur quartier, contrairement à ce que prévoit la constitution. Kusi Obodum fait rectifier cela, en vertu de la Constitution de l'Empire ashanti. Les discussions suggèrent une division des regalia entre les deux partis, mais Kusi Obodum y est fermement opposé puisque le Siège d'or est considéré indivisible. Cette tentative mène au bannissement du droit de succession des descendants matrilinéaire et patrilinéaire des Dako. Un motif dans les textiles kente représente cet événement et porte le nom de Oyokoman ogya da mu (il y a le feu dans l'État des Oyoko).
Kusi Obodum est nommé et revient sur les dernières décisions de son prédécesseur. Le changement d'Asantehene met également un terme, pour un temps, au projet d'invasion côtière qui est alors engagé. Cette situation conflictuelle provoque des migrations comme celle d'Abla Pokou qui aurait quitté Kumasi en 1750 puisque son frère, Dako, est écarté. Selon la légende, Dako aurait été tué et Kusi Obodum serait décrit comme un vieillard tyrannique.
Kusi Obodum est décrit par ses contemporains néerlandais comme un roi paresseux, alcoolique et considéré comme responsable des voies commerciales laissées à l'abandon dans l'empire ashanti. Il est parfois décrit comme un « vieillard médiocre qui délaisse son rôle de gouvernance à ses chefs et conseillers ». Si ces opinions et ces avis témoignent d'une faible popularité, ils dévalorisent la complexité politique dans laquelle il accède au trône.

### Politique intérieure

#### Conflits internes à répétition
En 1751, les rapports danois du fort de Christiansborg indiquent que Darko s'est suicidé avec ses partisans et la faction est exécutée alors que Kusi Obodum est désormais affirmé comme Asantehene. En mars 1755, le gouverneur Thomas Melvil rapporte du fort de Cape Coast qu'une guerre civile à Ashanti est en cours, témoignant que la désobéissance et les troubles perdurent durant le règne de Kusi Obodum. La situation est telle qu'il refuse de quitter les frontières intérieures de l'empire ashanti, de crainte que quelqu'un profite de son absence pour le destituer à Kumasi. Pour cette raison, les États tributaires, mais non métropolitains, tendent à faire sécession. En 1758, un rapport néerlandais permet de confirmer la présence d'une nouvelle Asantehemaa, Akyaama, qui semble à l'origine d'un conflit grave au point de provoquer une damnatio memoriae sur sa personne. Cependant, afin d'apaiser les tensions, Kusi Obodum fait marier ses enfants à plusieurs nobles et royales du clan Oyoko comme son fils Apaw Panin et Amma Sewaa, fille d'Akyaama.
En 1760, les néerlandais indiquent que le manque d'unité au sein de l'empire ashanti est tel que les chefs attendent la moindre opportunité pour installer le fils d'Opoku Ware sur le trône. De plus, à cause de l'absence de prise en charge des États tributaires, les délimitations sous le contrôle de l'Empire diminuent et les commerçants ashanti ne peuvent plus traverser les petits États côtiers. En 1764, les Néerlandais admettent même que tant que la coalition Fanti existe, le commerce avec ashanti restera impossible.

#### Réformes
Durant son règne, Kusi Obodum bannit la pratique des sacrifices humains. Cependant, ce type de sacrifices reprend après son règne. L'Asantehene restaure également l'intégralité des pouvoirs constitutionnels prévus par Osei Tutu, permettant au Omanhene (chefs de districts) de recouvrer les pouvoirs qu'Opoku Ware avait réformé. De plus, Kusi Obodum modifie l'atitodee, l'impôt sur les défunts. Il introduit la possibilité, pour les personnes soumises à une peine de mort, de payer l'atitodee afin de s'y soustraire. Carl Christian Reindorf indique que Kusi Obodum est celui qui met en place l'Akwanmofo dont la charge est d'assurer la gestion des infrastructures routières de l'empire ashanti. Il indique que l'Asantehene « met en place des inspecteurs chargés du nettoyage des routes et des voies et de tout ce qui nuit au royaume ». En 1751, le roi de Gyaman signe un traité de paix avec Kusi Obodum aux côtés d'envoyés néerlandais d'Elmina. Ivor Wilks précise que, bien que l'accord n'ait pas survécu jusqu'à ce jour, nous savons que celui-ci représentait le texte légal de l'annexion du Gyaman ainsi que d'autres États comme le Kpembe (Région du Nord) au sein de l'empire ashanti. D'après Pescheux, les réformes menées par Kusi Obodum sont maigres en raison des rébellions constantes des États du sud qui perdurent au-delà de son règne.

### Affaires étrangères

#### Face à la coalition côtière
Du début au milieu du XVIIIe siècle, les Ashanti se sont engagés dans l'expansionnisme sous Opoku Ware. Dans les années 1740, les Ashanti s'étendent sur la majorité de la côte du Ghana, à l'exclusion des Fanti. Entre 1746 et 1749, les états provinciaux d'Akyem, Wassa, Denkyira et Twifo forment une alliance avec les Fanti pour s'opposer aux Ashanti. Cette alliance vise à interrompre l'expansion des Ashanti vers la côte, à consolider leur statut d'intermédiaires dans le commerce de la côte avec l'intérieur des terres et à bloquer l'accès direct des Ashanti au commerce et aux armes à feu européens. Les Fantis entament dé négociation de paix entre les membres de la coalition et l'empire Ashanti dès 1753. Les Britanniques sur la côte, dirigés par le gouverneur Thomas Melvil, interviennent également en tant que médiateurs. De 1754 à 1758, les Néerlandais prennent également part aux pourparlers. En 1758, les États de la coalition rencontrent Kusi Obodum à Kumasi pour engager le processus de médiation. Kusi Obodum envisage alors de remplacer la gestion des États provinciaux, alors prise en charge par des militaires, par un régime civil. En geste de bonne volonté, 2000 onces d'or sont versées à l'Asantehene par les membres de l'alliance.
Kusi Obodum rajoute des conditions lors du processus de médiation. Il exige par exemple que l'alliance mette fin à l'antagonisme contre les provinces du sud d'Ashanti telles que Kwahu et Sefwi, des territoires d'Akyem et d'Aowin gérés par les districts ashanti. Le roi a également exigé que l'alliance débloque les routes menant à la côte. Les négociations échouent finalement et les membres de la coalition se préparent à la guerre, à l'exception des Fanti. En effet, le blocus commercial des Ashantis a un impact commercial fort sur les Fantis qui se retirent de la coalition en 1758 et par extension du blocus.
De petits raids sont notifiés entre les États côtiers et dont l'objectif est d'interrompre toute reprise du commerce ashanti, transitant par les territoires Fantis, si bien que l'État de Wassa déclare la guerre aux Fantis qui demandent l'assistance militaire auprès de Kusi Obodum. Celui-ci accepte et demande au gouverneur britannique de Cape Coast qu'il cesse de fournir des armes aux Wassa, car il a l'intention de les anéantir dans les quatre semaines. En échange, il envoie plusieurs délégations pour acheter autant d'armes que possible.
Vers 1759 ou 1760, les Fanti et les Ashanti s'entendent pour attaquer conjointement les membres de l'alliance. Au cours de cette période, le roi Denkyira Owusu Beri se dissocie de la coalition et noue des relations coopératives avec l'empire ashanti. Il promet un soutien militaire contre les derniers coalisés : Wassa, Akyem et Twifo. Cependant, les relations ne tiennent pas entre Denkyira et Wassa, si bien que les trois petits États côtiers décident de destituer le roi de Denkyira avant qu'il ne quitte la coalition. Il parviendra à fuir à Kumasi afin d'y signer une paix. À la suite de cette déclaration de guerre, la cour de Wassa soumet à la peine de mort un de ses otages, le frère cadet d'Opoku Ware Ier, forçant le roi Kusi Obodum, par tradition Akan, à exiger vengeance. Pourtant l'offensive de Kusi Obodum se fait attendre, menant à une lente dégradation des fragiles relations commerciales avec les Fantis.

#### Bataille d'Atakpamé
Vers 1764, les Akyem demandent l'aide de l'empire d'Oyo. Le Dahomey et Oyo offrent leur soutien aux forces rebelles afin que l'État Akyem fasse sécession de l'Empire. Kusi Obodum lance une attaque contre les Akyems après avoir été informé de l'intervention d'Oyo. L'armée Ashanti déployée vainc les rebelles avec succès mais ils fuient vers l'est au-delà de la Volta. Wilks ajoute que Kusi a traversé la Volta à la chasse aux rebelles bien que ce soit contre l'avis de ses conseillers. Vers le mois de mai 1764, les forces Ashanti se confrontent au Dahomey avec peu de succès. Et lorsque l'armée ashanti se retire, elle se retrouve engagée dans une seconde bataille contre le Dahomey et Oyo. La bataille d'Atakpamé provoque de lourdes pertes. La confrontation fait état d'une perte de 10.000 à 12.000 hommes tombés dans une embuscade à Atakpame. Après la défaite, Kusi Obodum est démis de ses fonctions et il est remplacé par Asantehene Osei Kwadwo en 1764. Le directeur général Huydecooper de la Compagnie néerlandaise des Indes occidentales évoque la situation dans une lettre peu élogieuse.
Kusi le poivrot [...] dont le long règne n'a eu pour résultat que son attitude de lâche et la fermeture des voies commerciales [...] a été forcé de quitter le gouvernement et est remplacé par un jeune homme courageux, Zai [Osei Kwadwo], qui devrait probablement suivre les pas de son père Poku [Opoku Ware]

### Destitution et décès
Dans la dernière partie de son règne, à partir de 1760, Kusi Obodum devient impopulaire et son image se dégrade. Considéré comme efféminé, couard et buveur, il est considéré comme indigne de sa fonction. Ses propres généraux engagent une campagne afin de le démettre de ses fonctions. Kusi Obodum abdique volontairement en 1764 après avoir subi une déficience visuelle. Il est remplacé par Osei Kwadwo en tant que nouvel Asantehene. Kusi Obodum passe le reste de sa vie à Akyeramade près de Kumasi où il meurt cette année-là en 1764. Après sa mort, son corps n'est pas placé dans le mausolée royal de Bantama. Ses descendants sont écartés de tout droit à la succession au trône royal.

Selon J. K. Fynn, il semble que le changement de politique de Kusi Obodum a permis d'éviter que la quête d'expansion militaire ne provoque la dislocation de l'empire ashanti. 
Il ne s'agit pas d'un roi inutile [...] mais d'un roi qui est parvenu à maintenir la cohésion d'un empire en proie à des attaques extérieures et intérieures pendant quatorze ans.
Il considère également que les sources décrivant Kusi Obodum se contentent de répéter une caricature visant à le discréditer alors que le contexte dans lequel il accède au pouvoir est à l'origine de la politique diplomatique qu'il mène durant son règne.